# Planodes denticornis
Planodes denticornis là một loài bọ cánh cứng trong họ Cerambycidae.